# L'atelier
L'atelier è un film del 2017 diretto da Laurent Cantet.
È stato presentato al Festival di Cannes 2017 nella sezione Un Certain Regard.

## Trama
La famosa scrittrice parigina Olivia Dejazet tiene un seminario estivo a La Ciotat, una cittadina nei pressi di Marsiglia. Il paese non si è più ripreso dalla chiusura del suo cantiere navale, che fino a 25 anni prima era fonte di ricchezza per la zona. Il seminario è aperto ai giovani del posto, e consiste nella realizzazione di un romanzo collettivo. Fra gli studenti, il tenebroso e scostante Antoine spiazza alunni e professoressa con spunti provocatori e violenti. Attratto dalle idee politiche di estrema destra e affascinato dalla figura dell'assassino seriale che lui stesso ha voluto al centro del romanzo, Antoine genera in Olivia contraddittori sentimenti di attrazione e repulsione.

## Distribuzione
In Italia è stato distribuito da Teodora Film a partire dal 7 giugno 2018.